# Medalha Comemorativa do 800.º Aniversário de Níjni Novgorod
A Medalha Comemorativa do 800.º Aniversário de Níjni Novgorod (em russo:  Медаль «В память 800-летия Нижнего Новгорода») é uma medalha comemorativa estatal da Federação de Rússia estabelecida pelo Decreto Presidencial n.º 184 em 29 de março de 2021 para comemorar o 800º aniversário da fundação da cidade de Nijni Novgorod.

## Estatuto de concessão
Segundo o estatuto de concessão a Medalha do Jubileu "Em Comemoração ao 800.º Aniversário de Nijni Novgorod são premiadosː
- Residentes da cidade de Nijni Novgorod participantes na Grande Guerra Pátriótica;
- Cidadãos da cidade galardoados com ordens e medalhas da URSS por seu trabalho altruísta e valente durante a Grande Guerra Pátriótica;
- Trabalhadores internos que trabalharam durante a Grande Guerra Patriótica na cidade no mínimo por seis meses;
- Aqueles cidadãos que tenham feito uma contribuição significativa ao desenvolvimento da cidade.

A medalha é usada no lado esquerdo do peito, junta de outras medalhas da Federação de Rússia, é usada após a Medalha do Jubileu "Em Comemoração ao 1000.º Aniversário de Cazã.
Cada medalha vinha acompanhada com um certificado de premiação, este certificado tinha um formato de um pequeno livreto de papelão de 8 cm por 11 cm com o nome do prêmio, os dados do destinatário, um selo oficial e uma assinatura no interior.
As primeiras medalhas foram entregues pelo governador do Oblast de Nijni Novgorod, Gleb Nikitin em 12 de junho de 2021.

## Descrição
A Medalha do Jubileu "Em Comemoração ao 800.º Aniversário de Nijni Novgorod é uma medalha circular de latão dourado de 32 mm de diâmetro com uma borda convexa por ambos lados.
No anverso da medalha há uma imagem de um fragmento da parede do Kremlin de Nijni Novgorod com a Torre Dmitrievskaya ao centro, à direita da torre há uma imagem da Catedral de Alexandre Nevski, à esquerda da torre há uma imagem da Catedral do Arcanjo Miguel. Na parte superior da medalha, ao longo da circunferência, pode-se observar a inscrição "EM MEMÓRIA DO 800.º ANIVERSÁRIO DE NIJNI NOVGOROD (em russo:  «В ПАМЯТЬ 800-ЛЕТИЯ НИЖНЕГО НОВГОРОДА»).

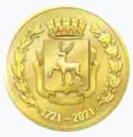
Reverso da medalha

No centro do reverso da medalha, encontra-se a imagem do brasão da cidade de Nijni Novgorod (um escudo que ornamentado com uma fita nas laterais e na parte inferior, nele há a figura de um cervo se movendo para a esquerda, com chifres ramificados, acima do escudo, destaca-se uma imagem estilizada da parte superior da Torre Dmitrievskaya, cercada por uma coroa de louros disposta em um aro) Embaixo do brasão da cidade, ao longo da circunferência da medalha, estão os números «1221-2021». À esquerda do brasão, contornando a medalha, encontra-se a representação de um ramo de louro, enquanto à direita se vê um ramo de carvalho.
A medalha é fixada a uma montagem pentagonal padrão por um anel através do laço de suspensão da medalha coberto com uma fita de moiré de seda branca com duas faixas preras longitudinais ao longo das bordas e uma faixa vermelha longitudinal no meio. A largura total da fita é de 24 mm, a largura da faixa preta é de 2 mm e da faixa vermelha é de 4 mm.